# سكوربيزيفو
 سكوربيزيفو  (بالروسية: Скорбежево) هي منطقة ريفية (قرية) في مستوطنة ليسكوفسكوي الريفية، مقاطعة فولوغودسكي، أوبلاست فولوغدا، روسيا. بلغ عدد السكان 2 نسمة اعتبارًا من عام 2002.

## الجغرافيا
تقع سكوربيجيفو على بعد 14 كم جنوب غرب فولوغدا (المركز الإداري للمنطقة) بالطريق البري. تعد يرماكوفو أقرب منطقة ريفية.